# Ötvös Csaba
Ötvös Csaba (Budapest, 1943. február 6.) magyar operaénekes (bariton), kiváló művész, a Halhatatlanok Társulatának örökös tagja. Ötvös Csilla bátyja.

## Pályafutása
A Zeneakadémián diplomázott 1970-ben, s ugyanebben az évben az Operaházhoz került, ahol mint magánénekes működött. Főként olasz és francia baritonszerepeket ad elő, több kortárs magyar opera ősbemutatóján is szerepelt. A Karlovy Vary-i Énekverseny és a zwickaui Schumann-verseny díját is elnyerte. Németországban, Angliában, Olaszországban, Görögországban és Japánban is vendégszerepelt. 2013-ban a Halhatatlanok Társulatának Örökös Tagjává választották.

## Fontosabb szerepei
- Figaro (Rossini: A szevillai borbély)
- Anyegin (Csajkovszkij)
- Háry János (Kodály Zoltán)